# Saenger (cràter)
Saenger és un antic cràter d'impacte pertanyent a la cara oculta de la Lluna, situat just més enllà dels llimbs oriental. A l'oest-nord-oest es troba el cràter Erro, cap al nord es troba Moiseev i al nord-est apareix Al-Khwarizmi.

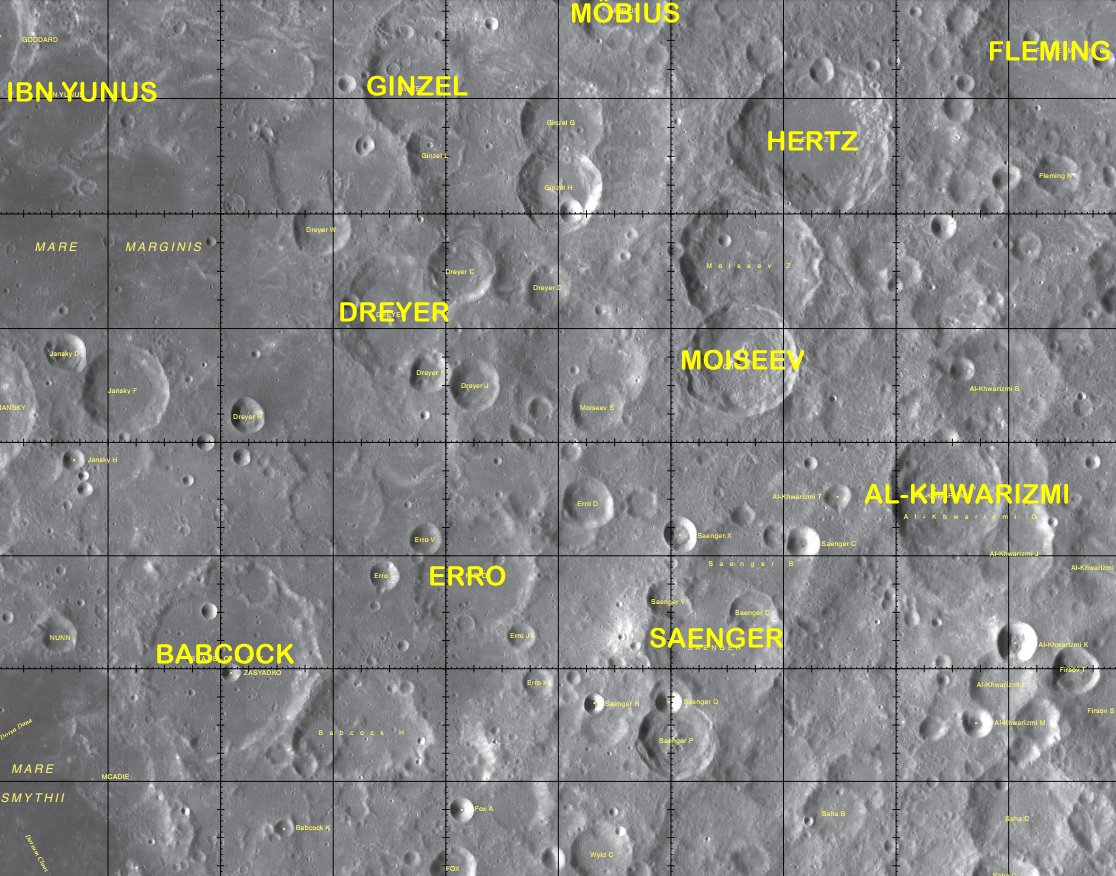
Localització de Saenger (inferior dret de la imatge)
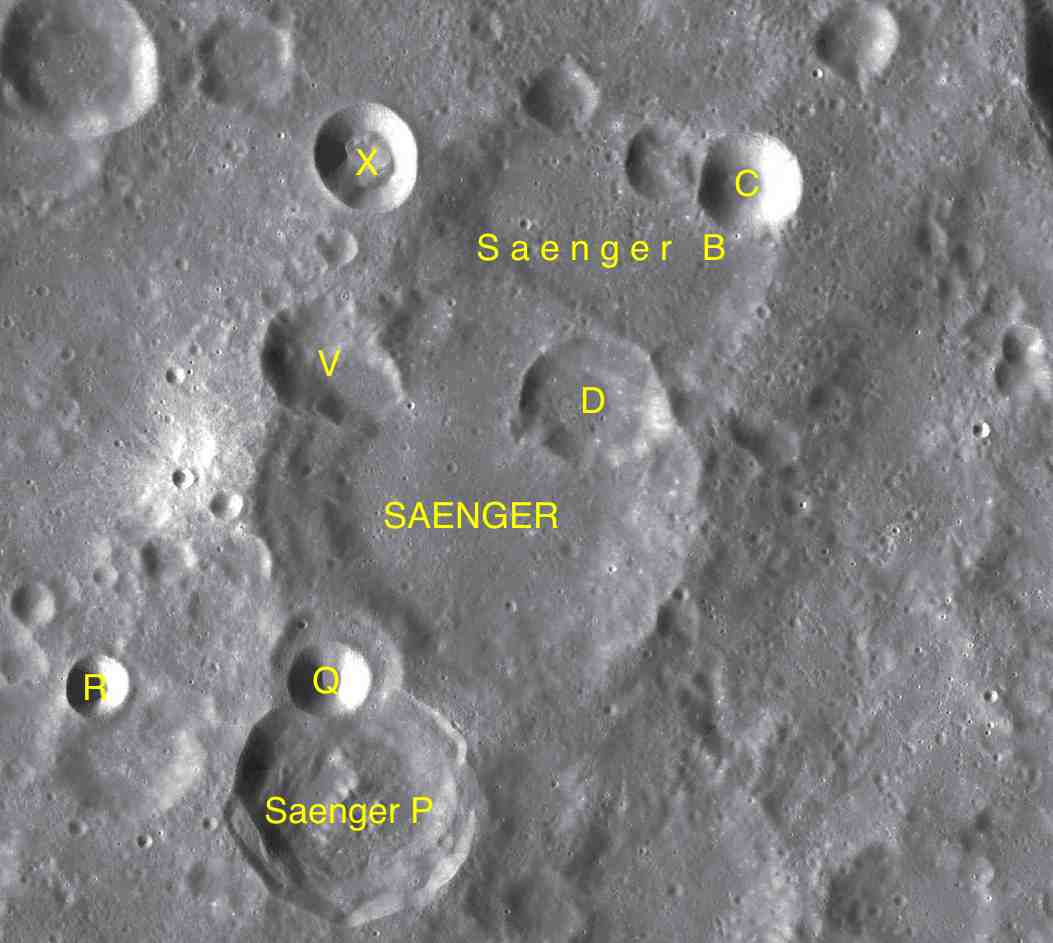
Cràters satèl·lit
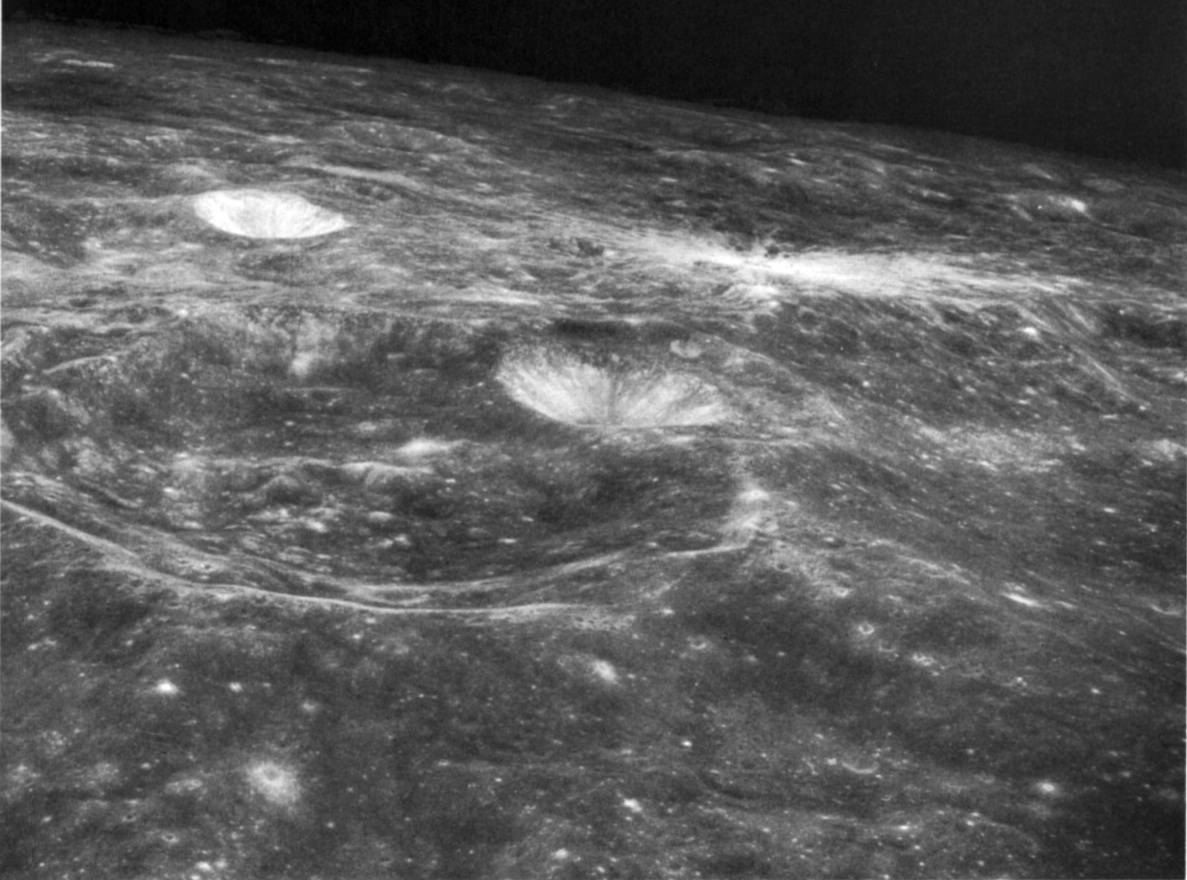
Fotografia de la missió Apollo 10

La vora externa de Saenger ha estat erosionada i reconfigurada per impactes posteriors, deixant la paret exterior gairebé destruïda al nord i al sud. El cràter satèl·lit Saenger D és adjacent a l'interior de la vora del nord-est. A l'oest, Saenger V se situa sobre el sector nord-oest de la vora, mentre que la parella de cràters formada per Saenger P i Saenger Q envaeix la vora sud-oest. Per contra, el sòl interior és relativament pla i sense trets distintius, amb només petits cràters marcant la seva superfície.

## Cràters satèl·lit
Per convenció aquests elements són identificats en els mapes lunars posant la lletra en el costat del punt central del cràter que està més proper a Saenger.
| Saenger | Coordenades                          | Diàmetre |
| ------- | ------------------------------------ | -------- |
| B       | 5° 36′ N, 103° 06′ E / 5.6°N,103.1°E | 64 km    |
| C       | 6° 06′ N, 103° 54′ E / 6.1°N,103.9°E | 20 km    |
| D       | 4° 54′ N, 103° 00′ E / 4.9°N,103.0°E | 23 km    |
| P       | 2° 42′ N, 101° 42′ E / 2.7°N,101.7°E | 41 km    |
| Q       | 3° 24′ N, 101° 30′ E / 3.4°N,101.5°E | 14 km    |
| R       | 3° 18′ N, 100° 18′ E / 3.3°N,100.3°E | 14 km    |
| V       | 5° 12′ N, 101° 30′ E / 5.2°N,101.5°E | 21 km    |
| X       | 6° 18′ N, 101° 48′ E / 6.3°N,101.8°E | 18 km    |